# Église Saint-Pierre de Mennecy
Pour les articles homonymes, voir église Saint-Pierre.
L’église Saint-Pierre est une église paroissiale catholique, dédiée à l'apôtre Pierre, située dans la commune française de Mennecy et le département de l'Essonne.

## Situation
L'église Saint-Pierre est située dans le centre-ville de Mennecy, dans la vallée de l'Essonne, sur la rive droite. Elle ouvre sur la rue du Général Pierre, est bordée au sud par la rue de la Croix Boissée.

## Histoire
Une précédente église, d'architecture romane, était édifiée sur le site actuel. Le monument d'aujourd'hui fut construit à la même place au cours du XIIIe siècle.
En 1607 fut ajoutée la chapelle dédiée à Notre-Dame, dotée d'un autel propre.
L'église Saint-Pierre fait l’objet d’une inscription au titre des monuments historiques depuis le 6 mars 1926.

## Description
La construction date du XIIIe siècle. L'église a la particularité d'être composée de deux nefs et d'être orientée nord-ouest - sud-est, l'entrée se trouvant du côté le moins accessible de la butte. Elle est complétée d'un clocher carré surmonté d'une flèche qui a la caractéristique d'être le plus élevé de la région.

## Mobilier
Le retable du maître-autel a été acheté d'occasion en 1698 à l'église Saint-Sulpice-de-Favières. Le tableau du  retable de 1759, et le banc d'œuvre datant du XVIIIe siècle sont classés monuments historiques au titre objet depuis le 12 juillet 1912.

## Pour approfondir